# Ivica Đurok
Prof. Ivica Đurok ili Ivo Đurok (mađ. Gyurok János) je mađarski sociolog i sveučilišni profesor te kulturno-politički djelatnik hrvatske manjine u Mađarskoj.
Zajedno s hrvatskim intelektualcima iz Mađarske (Đuro Franković, Filakovići (stariji i mlađi), Mišo Balaž...) i mađarskim intelektualcima i umjetnicima (Zoltan Bachmann, Janos Erdos, Laszlo Bukkosdi...) podupirao je Antuna Vidakovića u nastojanju za utemeljenje Hrvatskog kazališta u Pečuhu. Njihova potpora i glasovi su je i pretegla kod gradskih vlasti u Pečuhu prigodom odlučivanja o osnivanju tog kazališta.
Predsjednikom je pečuške hrvatske manjinske samouprave.
Zajedno s prof. Đurom Frankovićem uređuje hrvatsko-mađarski dvojezični časopis Pečuški horizont kojem je izdavač Hrvatska samouprava u Pečuhu.

## Djela
(izbor iz djela)
- A Magyarországi horvátok 1910-1990
- Socijalizacija, jezična socijalizacija i društvena pozadina u zborniku međ. slavističkog skupa Teorija i praksa nastave slavenskih jezika, Pečuh, 1994.
- Država, nacija i manjine u politici Josipa Broza Tita, 2007. ( A nemzet, az állam és a nemzetiség Tito politikájában, Budimpešta, 2007., ISBN 9639734012)

## Vanjske poveznice
- Radio Slobodna Evropa Ivica Đurok: "U Mađarskoj djeluje bošnjačka zajednica katolika"
- Bošnjaci.net, web magazin Ivica Đurok: "Bosanski Hrvati, Bošnjaci i Šokci autohtone su manjine u Mađarskoj"
- (mađ.) Sulinet Gyurok János: A Magyarországi horvátok 1910-1990, pristupljeno 18. prosinca 2009. (članak o mađarskim Hrvatima 1910. – 1990.)